# Ukonjärvi (sjö i Posio, Lappland)
Ukonjärvi är en sjö i kommunen Posio i landskapet Lappland i Finland. Arean är 40 hektar och strandlinjen är 5,41 kilometer lång. Sjön  ingår i Kemi älvs huvudavrinningsområde.   Den ligger omkring 100 kilometer öster om Rovaniemi och omkring 700 kilometer norr om Helsingfors. 